# الصبيخة
الصبيخة إحدى مراكز محافظة طريب. تقع في جنوب المحافظة على مسافة 60 كيلاً، ويقطنها 5957 نسمة. بها من الدوائر الحكومية: دفاع مدني، محكمة، بلدية، مركز هيئة، شرطة، مكتب بريد.